# 稲築八幡宮
稲築八幡宮（いなつきはちまんぐう）は、福岡県嘉麻市漆生にある神社。

## 概要
3世紀に三韓征伐を終えた神功皇后が息子の応神天皇とともに都へ帰る途中に漆生へ立ち寄った際、村人が座布団の代わりに用意した稲束を埋め「稲築」と称し、社殿を建てて祀ったのが当神社のいわれとされている。当神社は嘉麻市誕生前は稲築町に属していたが、その町名の由来となった神社である。
毎年10月の秋祭りには漆生獅子舞が奉納されている。

## 利用情報
- 所在地

嘉麻市漆生819
- 拝観料

無料
- 拝観時間

自由

## 交通アクセス
- JR九州後藤寺線下鴨生駅よりタクシーで9分（約4.2km）。
- 飯塚バスターミナルより西鉄バス山野・漆生経由稲築才田ゆきもしくは大隈営業所ゆきに乗車、「漆生本村」下車すぐ。
- マイカーの場合、九州自動車道福岡インターチェンジから東へ向かい約39分（約30km）。
- 駐車場なし